# TransMilenio
Le TransMilenio est le nom donné au système de bus à haut niveau de service de Bogota, capitale de la Colombie.
Il s'agit d'un réseau de bus dont la majeure partie est en site propre.
Créé en décembre 2000, il s'est développé jusqu'à atteindre une longueur de plus de 84 km et une fréquentation d'environ 2,2 millions de passagers par jour.

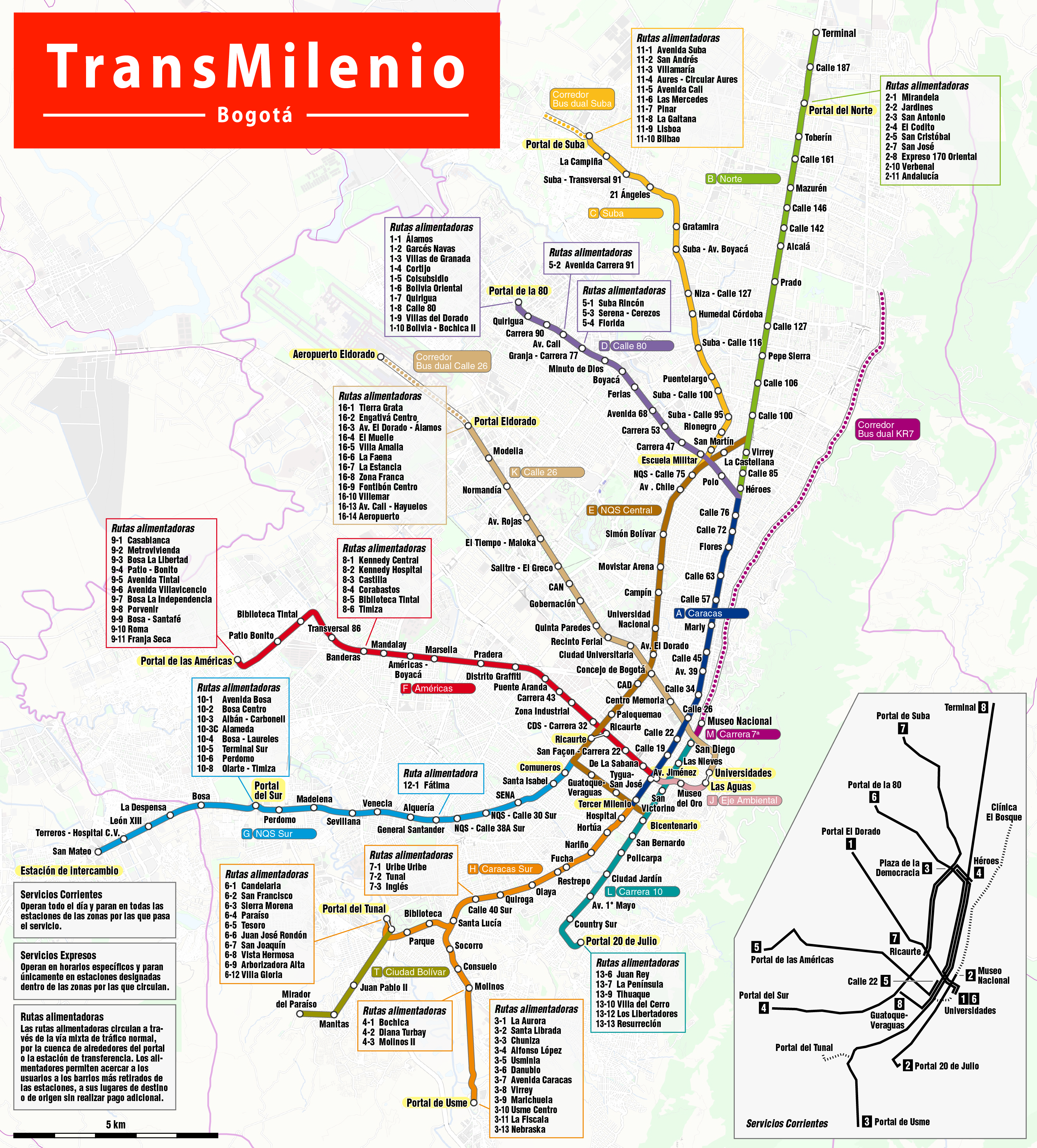
Plan du réseau en 2013

## Histoire
Le maire de Bogotá, Enrique Peñalosa, avait hérité au début de son mandat d'un système de transports en commun constitué de grandes quantités de lignes de bus indépendantes, sans aucune coordination entre elles, et une circulation intra-muros chaotique. Il décida du lancement du système TransMilenio pour améliorer cette situation. Il fit pour cela appel aux compétences des consultants Steer Davies Gleave pour la conception opérationnelle, et McKinsey & Co. pour la gestion du projet. Il créa une compagnie chargée du lancement du projet et de sa maintenance. L'essentiel du financement du projet fut procuré par le gouvernement colombien, et le reste, soit 30 % du total, par la ville de Bogotá, sous la forme d'une société d'actions.
Selon un rapport de l'United States Transportation Research Board, la construction de la première phase aurait coûté 240 millions de dollars.
Trois ans seulement après le début de la phase de conception, le TransMilenio ouvrait en décembre 2000 avec 41 km de lignes. Une deuxième phase en mai 2006 a augmenté le nombre de lignes disponibles ; une troisième phase de développement est en cours. Il est prévu d'atteindre les 388 kilomètres de lignes.
Le succès du TransMilenio a inspiré d'autres villes, dont Mexico.

## Réseau
Le TransMilenio dispose de 12 lignes, qui desservent au total 147 arrêts, sur une longueur de 113 km :
- Caracas de Calle 76 à Tercer Milenio : 14 arrêts
- Autonorte de Terminal à Héroes : 17 arrêts
- Suba de Portal de Suba à San Martín : 14 arrêts
- Calle 80 de Portal de la 80 à Polo : 13 arrêts
- NQS Central de La Castellana à Tygua-San José : 13 arrêts
- Américas de Portal de Las Américas à Av. Jiménez : 18 arrêts
- NQS Sur de Comuneros à San Mateo : 17 arrêts
- Caracas Sur de Hospital à Portal de Usme et Portal del Tunal : 9 arrêts (ligne principale) + 7 arrêts
- Eje Ambiental de Museo del Oro à Universidades : 3 arrêts
- Calle 26 de Portal Eldorado à Centro Memoria: 13 arrêts
- Carrera 10ª de Portal 20 de Julio à San Diego: 10 arrêts
- Carrera 7ª Museo Nacional: 1 arrêt

## Fonctionnement
Les voies réservées aux bus sont généralement au nombre de quatre, situées au centre de la rue. Les voies extérieures permettent aux bus express de dépasser les bus locaux, qui s'arrêtent à toutes les stations. Certaines lignes circulent en partie en site non propre pour passer d'un axe à l'autre (délestage de l'avenue Caracas aux heures de pointe). Les bus "alimenteurs", gratuits, desservent les environs des terminus, et ne circulent pas en site propre.

### Arrêts
A voir: Liste des arrêts de Trasmilenio
Les arrêts peuvent être classés en cinq catégories :
- Sencillas (Simples) : arrêts de desserte locale, situés environ tous les 500m.
- De transferencia (De transfert) : permettent le transfert d'une ligne à une autre via la traversée d'un tunnel.
- Sin intercambio (Sans changement) : sur la ligne B, E et H (Tunal) ne permettant pas de changer de sens de voyage (de nord-sud à sud-nord).
- Intermedias (Intermédiaires) : desservent à la fois les lignes normales et les "alimenteuses".
- Cabecera (Portes) : situés près des limites de la ville, ces arrêts permettent de faire la jonction avec les lignes inter-cités.

Les stations sont surélevées à hauteur du plancher du bus, ce qui permet aux utilisateurs de monter à bord des bus sans effort. Lors de l'arrivée du bus, ses portes et celles de la station s'ouvrent simultanément. Les stations souvent rejointes par des passerelles aériennes ou parfois souterraines.
Chaque station dispose d'un affichage électronique annonçant le temps d'arrivée approximatif du prochain bus.

### Véhicules

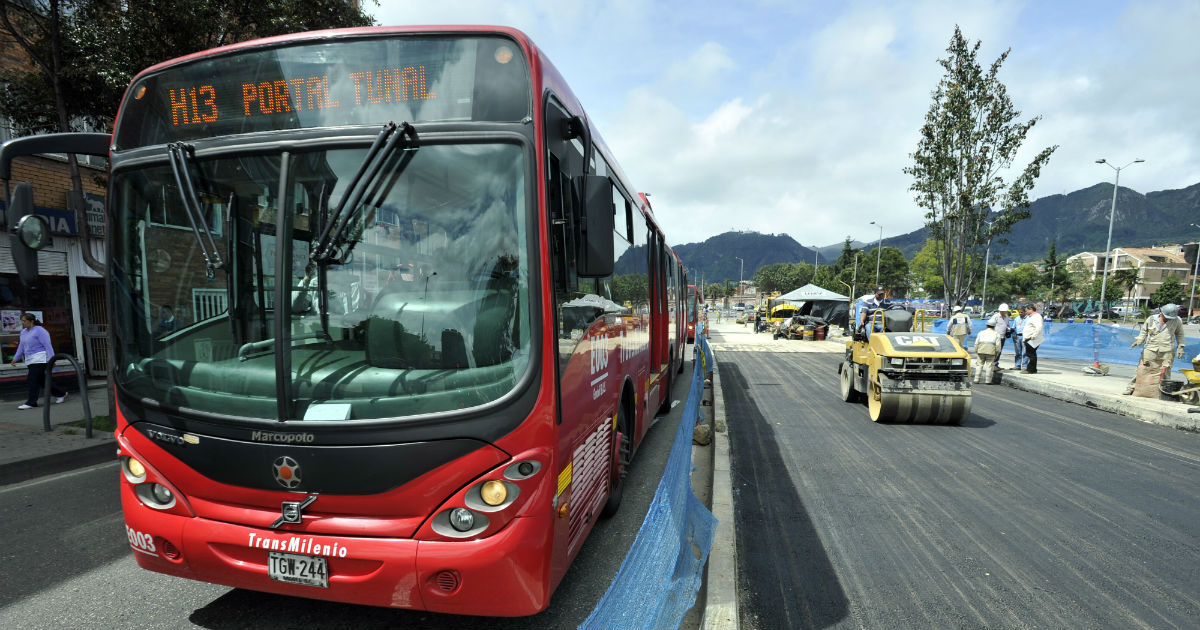
Bus articulé de la route H13.

#### Articulés
Les véhicules articulés qui circulent sur les lignes principales sont de couleur rouge. À l’intérieur les bus ont 40 sièges de couleur rouge et 8 sièges de couleur bleue pour les enfants, personnes âgées, invalides et femmes enceintes, ils ont aussi un espace pour mettre des fauteuils roulants. Ce type de bus a une capacité totale de 160 passagers (48 assis et 112 debout). Les quatre portes du bus ont la même hauteur que les portes aux arrêts des lignes principales, et sont placées à gauche du bus.

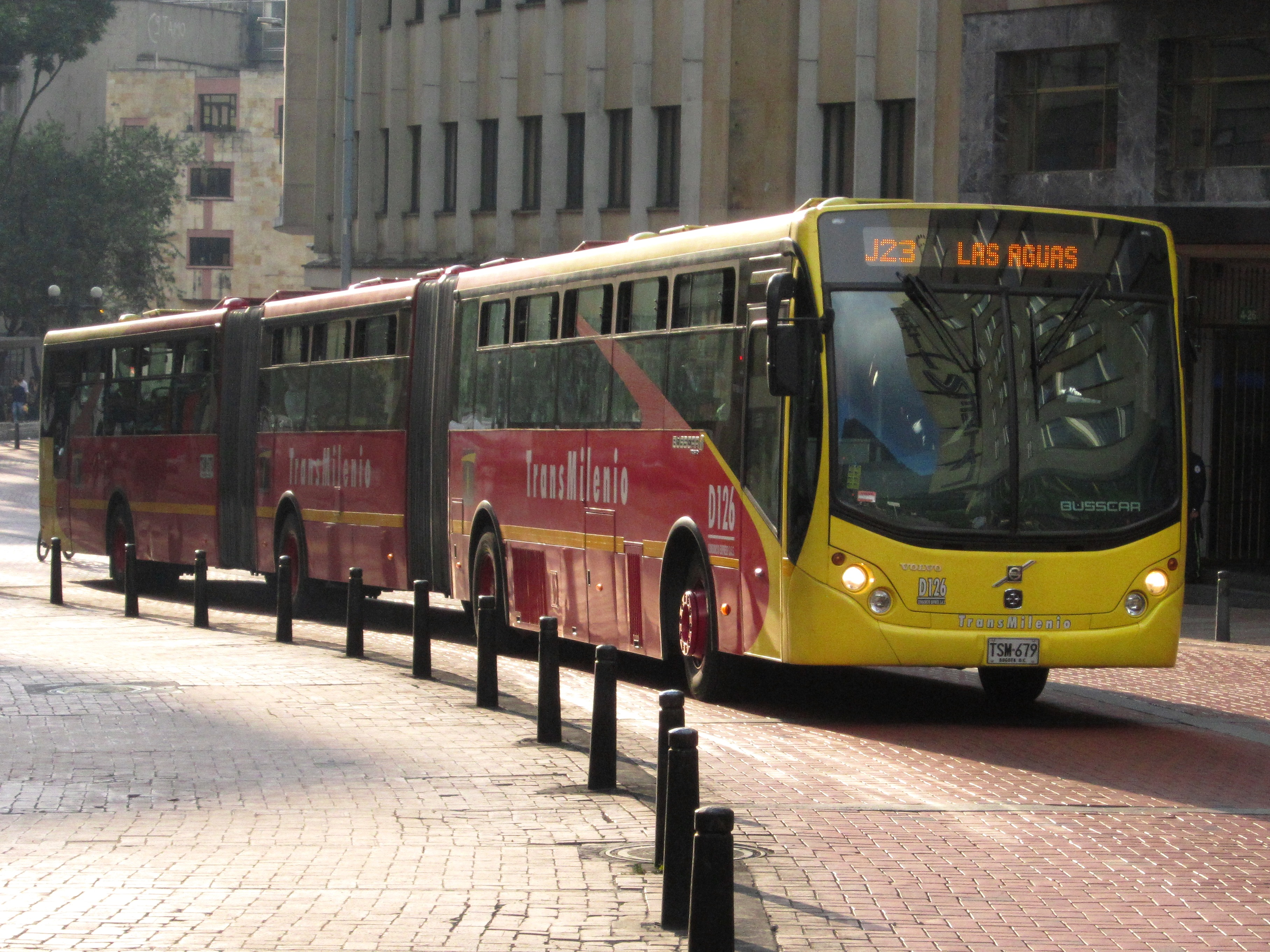
Bus biarticulé de la route J23

#### Biarticulés
Cinq de ces bus sont entrés en circulation le 6 août 2009. Ces bus ont deux articulations et circulent sur les lignes principales, sont de couleur rouge avec la partie frontale et la partie arrière en jaune. À l'intérieur les bus ont 48 sièges de couleur rouge et 14 sièges de couleur bleue pour les enfants, personnes âgées, invalides et femmes enceintes,  ils ont aussi deux espaces pour mettre des fauteils roulants. Ce type de bus a une capacité de 250 passagers (62 assis et 188 debout). Les six portes du bus ont la même hauteur que les portes des arrêts des lignes principales, et placées à gauche du bus.

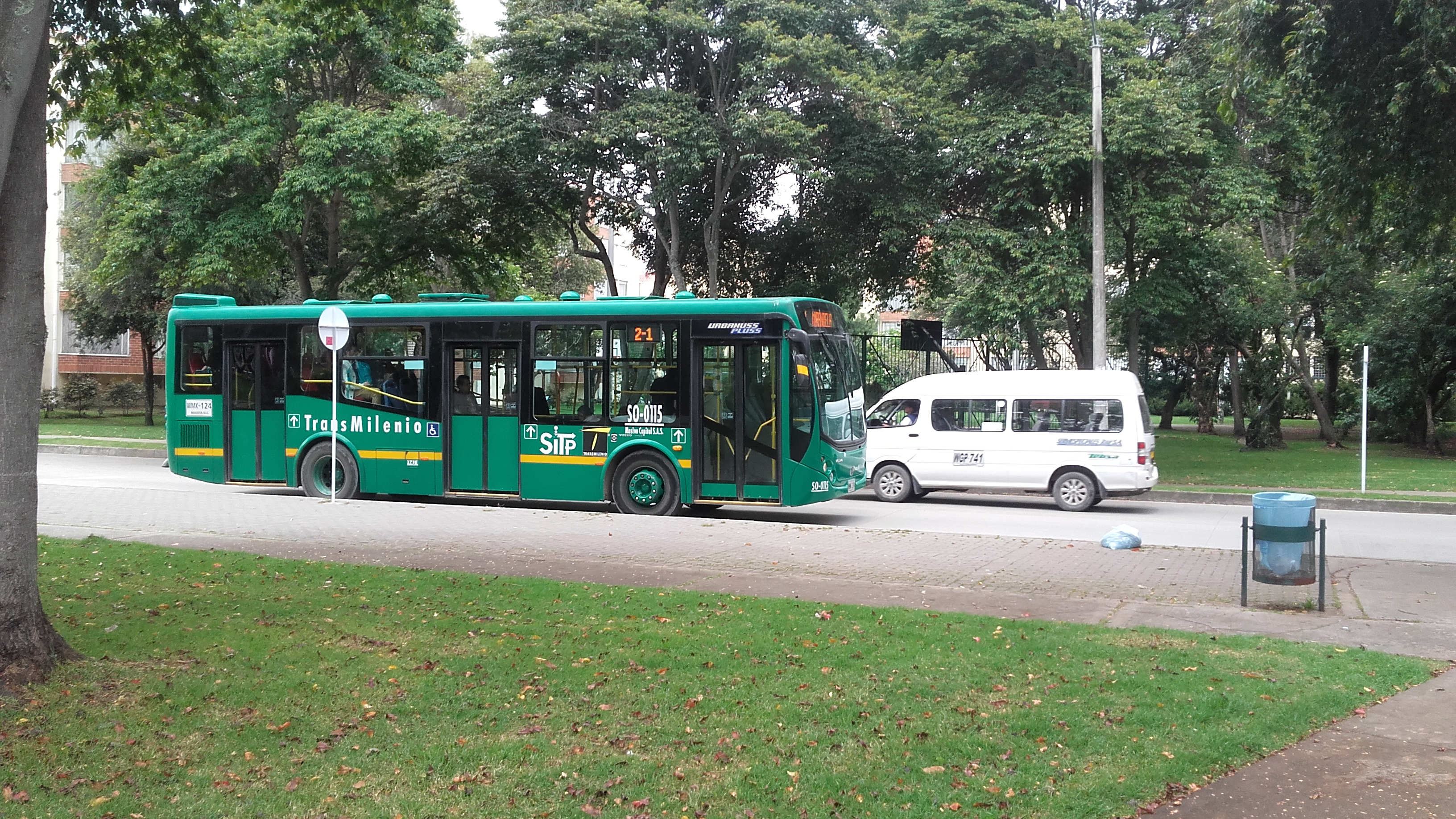
Bus alimenteur de la route 2-1.

#### Alimenteurs
Ce type de bus n'a pas d'articulation et circule sur les rues de banlieue, sont de couleur verte (bleue en certaines zones de la cité avec déficience de bus). Ce type de bus a une capacité de 90 passagers (35 assis et 55 debout). Les trois portes du bus sont à la hauteur de la rue, sont placées à droite du bus.

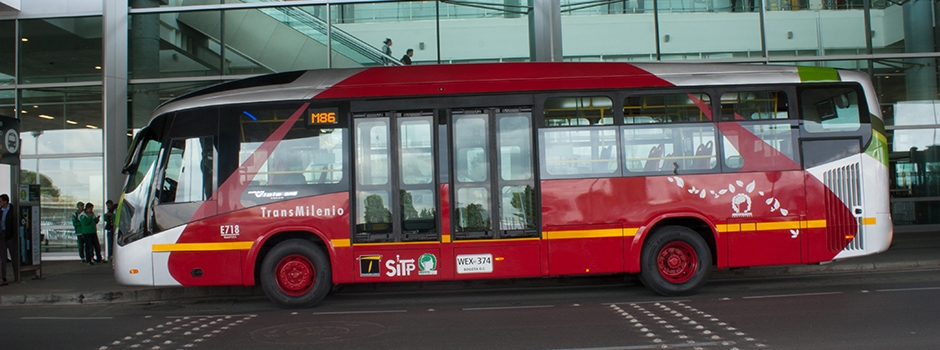
Bus dual de la route M86 à l’aéroport Eldorado.

#### Duales
Ces bus sont entrés en circulation le 26 octobre 2013. Ces bus n'ont aucune articulation et circulent sur les lignes principales et les rues de banlieue, sont de couleur rouge avec la partie frontale et la partie arrière en gris. À l'intérieur les bus ont des sièges de couleur rouge et des sièges de couleur bleue pour les enfants, personnes âgées, invalides et femmes enceintes, ils ont aussi des espaces pour mettre des fauteuils roulants. La porte du bus située sur la partie gauche du bus est à la même hauteur que les portes que les arrêts des lignes principales, les autres trois portes sont à la hauteur de la rue et sont situées sur la partie droite du bus (ces portes ont un valideur électronique pour l'entrée).

## Tarifs
Les tarifs sont de 2200 pesos colombiens (soit environ 0,67 euro). Le tarif de correspondance entre les bus de zone (bleus, orange et marron) et le changement depuis les bus rouges est gratuit, le changement vers les bus rouges coûte 200 pesos.
| Année | Tarif Troncal                  |
| ----- | ------------------------------ |
| 2017  | $2200                          |
| 2016  | $2000                          |
| 2015  | $1800                          |
| 2014  | $1800 (heures de pointe) $1500 |
| 2013  | $1700 (heures de pointe) $1400 |

Les personnes âgées de plus de 62 ans, les invalides et les personnes qui font partie du système SISBEN sont subventionnées. Les paiements se font au moyen d'une carte à puce sans contact de type Mifare, rechargeable.

### Fréquentation
La fréquentation quotidienne a atteint les 800 000 personnes peu de temps après le lancement du système. Depuis lors, l'extension de 2006 a fait passer ce chiffre à 1 050 000 personnes chaque jour, et à 1 400 000 en 2009. 75 % des habitants décrivent le système du TransMilenio comme "bon" ou "très bon".

## Routes
Les routes des lignes principales ont une nomenclature composée d'une lettre et  deux chiffres ou seulement un chiffre qui représente la ligne de destination et le numéro de route, par exemple :
```
J24: Universiades
```

La destination de la route est sûr la ligne "J".
```
8: Guatoque-Veraguas
```

La route "8" s'arrête en chaque arrêt qui commence à Portal del Norte jusqu'au Guatoque.
Les routes d'alimentation  n'ont pas aucune lettre, seulement deux chiffres séparés, le premier représente la bassin d'alimentation et le deuxième représente le numéro de  route :
```
16-4: Aéroport
```

Cette route connecte l'aéroport Eldorado (située dans la bassin d'alimentation 16) avec le Portal Eldorado.

### Troncales
Ces routes sont desservies par les 2027 bus rouges qui circulent en site propre et connectent différents parties de la ville.
| Type                                                            | Routes vers le nord                                                                 | Routes vers le sud                                                                  |
| --------------------------------------------------------------- | ----------------------------------------------------------------------------------- | ----------------------------------------------------------------------------------- |
| Ruta fácil Toute la journée                                     | 1 2 3 4 5 6 7 8                                                                     | 1 2 3 4 5 6 7 8                                                                     |
| Express quotidien Toute la journée                              | D22 M47                                                                             | G22 G47                                                                             |
| Express L-V Toute la journée                                    | B16                                                                                 | K16                                                                                 |
| Express L-S Toute la journée                                    | B10 B11 B12 B13 B14 B18 B23 B72 B73 B74 C15 C19 D20 D21 D70 B44 J23 K10 K43 K54 M51 | D10 F14 F19 F23 F51 G11 G12 G43 G44 H13 H15 H20 H21 H54 H61 H74 J24 J72 K23 L10 L18 |
| Express L-V Heures de pointe du matin                           | A52 B52 B55 B56 D50 D51 E32                                                         | A74 H51 J70 J73                                                                     |
| Express L-V Heures de pointe de l’après-midi                    | C73                                                                                 | F32 F62 G52                                                                         |
| Express L-S Heures de pointe du matin                           | B28 B71 G45                                                                         | F28 G46                                                                             |
| Express L-V Heures de pointe                                    | B27 B28 B50 C17 C29 C30 G45                                                         | F28 F29 G30 G46 H17 H27 H73                                                         |
| Express samedis Toute la journée                                | C17                                                                                 | H17                                                                                 |
| Express samedis De 5:00h jusqu’à 15:00h                         | C30                                                                                 | G30                                                                                 |
| Express dimanches et jours fériés Toute la journée              | B90 B92 B93 B94 C91 C96 D95 K97 K98 M99                                             | D94 F91 F99 G90 G96 G98 H92 H93 J95 L97                                             |
| Dual quotidien Toute la journée                                 | C84 D81 M82 M83 M86                                                                 | H83 K86 L82 M81 M84                                                                 |
| Dual week-end (seulement en grands évènements) Toute la journée | E76                                                                                 | E76                                                                                 |

### Alimenteurs
Ces routes sont desservies par les 947 bus verts qui circulent dans les rues de banlieue, connectent un arrêt intermedia ou un portal avec les quartiers proches.

## Critiques
La plupart des utilisateurs apprécient le TransMilenio, qui côtoie l'ancien système de transport public de Bogotá sur d'autres voies. Néanmoins, certaines critiques se font entendre :
- les bus tout comme les arrêts sont souvent bondés, même en dehors des périodes d'heures de pointe. Ce problème est exacerbé par l'aménagement intérieur des bus, qui ont beaucoup de sièges et peu de places debout ;
- dans une ville située en altitude comme Bogotá (2 600 mètres), l'usage du diesel comme carburant des bus est plus polluant qu'au niveau de la mer ;
- les stations comportent des endroits non couverts où les passagers ne peuvent éviter de se faire mouiller quand il pleut ;
- comme dans tous les endroits bondés, de nombreux pickpockets sévissent à bord des bus ;
- dans les plus grandes stations, il peut s'écouler 30 min avant que les passagers n'aient accès au bus.